# غلوكي فورستري
غلوكي فورستري (الاسم العلمي: Glaucus forsteri) هو نوع غير مؤكد من الحيوانات يتبع جنس الغلوكي من فصيلة الغلوكيات.